# Refat Tchoubarov
Refat Abdourakhmanovitch Tchoubarov (en tatar de Crimée : Refat Abdurahman oğlu Çubarov, Рефат Абдурахман огълу Чубаров, en ukrainien : Рефат Абдурахманович Чубаров), né le 22 septembre 1957 à Samarcande en RSS d'Ouzbékistan, est un homme politique tatar de Crimée.
Vice-président de la Cour suprême de la république autonome de Crimée entre 1995 et 1998, il siège en tant que député à la Rada de 1998 à 2007 et depuis 2015, et a présidé la commission de concours pour l'élection du directeur du Bureau national anti-corruption d'Ukraine du 9 janvier au 16 avril 2015. Il devient président du Congrès mondial des Tatars de Crimée à partir de 2009. Depuis novembre 2013, il préside le Majlis des Tatars de Crimée.

## Biographie
Il naît le 22 septembre 1957 à Samarcande en république soviétique socialiste d'Ouzbékistan. Sa famille avait été exilée de Crimée du village Ay-Serez en 1944 dans le cadre de la déportation des Tatars de Crimée. En 1968, il retourne en Crimée avec ses parents.
Après son service militaire dans l'armée de terre soviétique de 1975 à 1977, il entreprend des études à l'Institut d’État de Moscou d'histoire et d'archives.
De 1983 à 1991, il travaille au Centre d'archive gouvernemental de la révolution d’Octobre et de la construction socialiste de Riga. En 1989, il devient député du Soviet de la ville de Riga du parti du Front populaire. De 1990 à 1991, il était membre de la Commission gouvernementale des questions liées aux Tatars de Crimée pour le Conseil des ministres de l'URSS.
En 1994, il est devenu député de la Rada de Crimée. Il est membre et plus tard président de la Commission de la Rada de Crimée sur la politique nationale et les questions relatives aux populations déportées. De juin 1995 à avril 1998, il est vice-président de la Rada. En 1998, il devient député à la Rada d'Ukraine du Mouvement populaire d'Ukraine. Tchoubarov a été chef du sous-comité pour les questions relatives aux populations déportées, aux minorités nationales et aux victimes des répressions politiques du Comité de la Rada pour les questions relatives aux droits de l'homme, aux minorités nationales et aux relations internationales. De 2000 à 2002, il occupe le poste de premier président adjoint de ce comité.
En 2002, il devient député de la Rada d'Ukraine sous l'égide du parti Notre Ukraine, et premier adjoint au président du Comité pour les questions relatives aux droits de l'homme, aux minorités nationales et aux relations internationales. De 2006 à 2007, il est député à la cinquième convention de la Rada d'Ukraine du parti Notre Ukraine. Il a également travaillé en tant que secrétaire du comité pour les questions relatives aux droits de l'homme, aux minorités nationales et aux relations internationales.
En mai 2009, il devient président du Congrès mondial des Tatars de Crimée. À partir de novembre 2010, il est député de la 6e convention de la Rada de Crimée et chef de la liste du parti du Mouvement populaire d'Ukraine. À partir de novembre 2013, il préside le Majlis des Tatars de Crimée.
Le 4 mai 2014, suivant l'annexion de la Crimée par la Russie en mars 2014, la procureure de Crimée Natalia Poklonskaïa lance un avertissement à la présidence du Majlis des Tatars de Crimée interdisant la poursuite d'actes extrémistes,.
Le 5 juin 2014, l'entrée sur le territoire de la république de Crimée lui est interdite pour une durée de 5 ans. À cet égard, le ministère des Affaires étrangères d'Ukraine a publié une déclaration où entre autres, la Russie était qualifiée de « prison des peuples ».

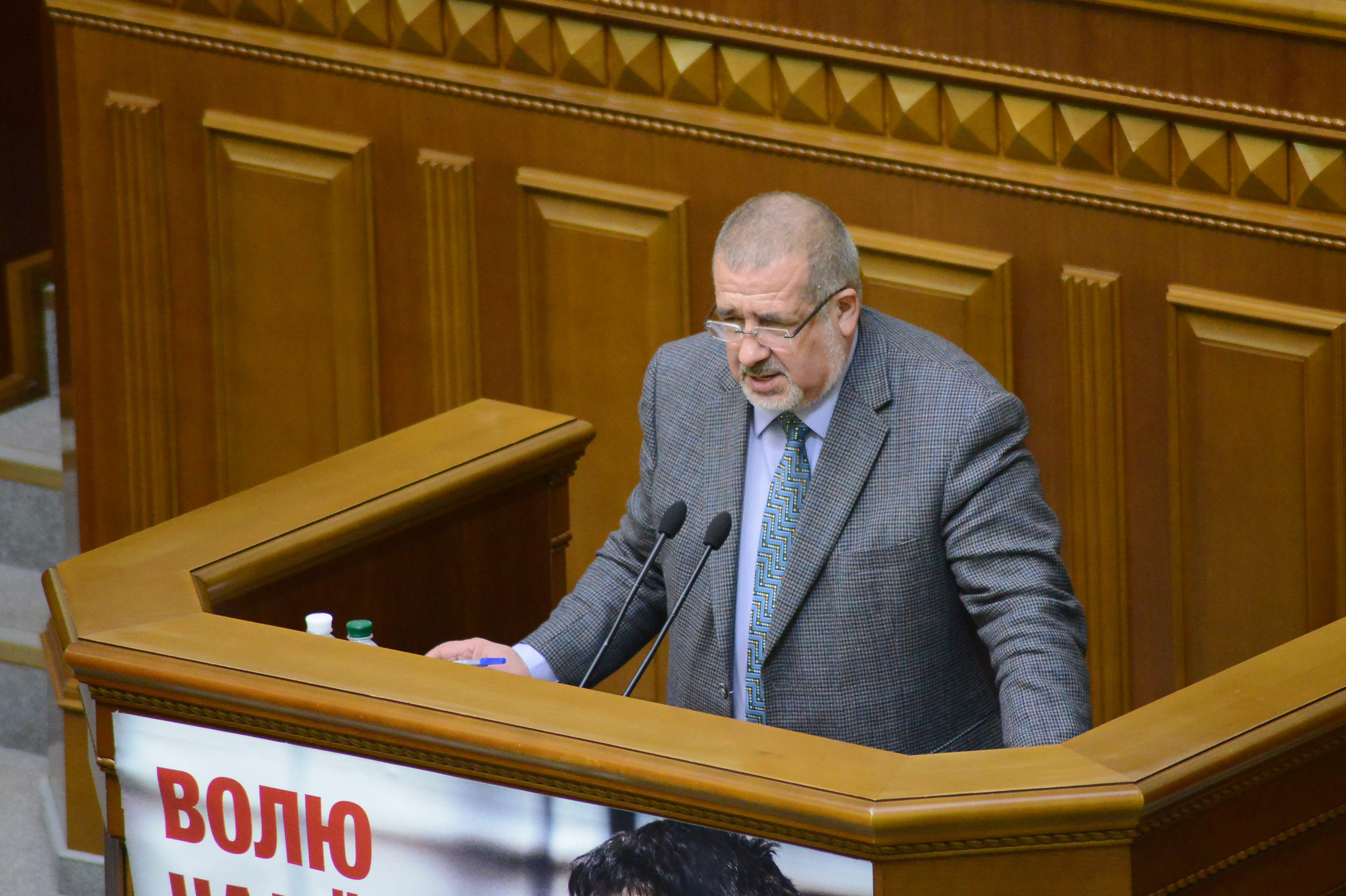
Refat Tchoubarov s'exprimant à la tribune de la Rada d'Ukraine en 2015.

## Position publique

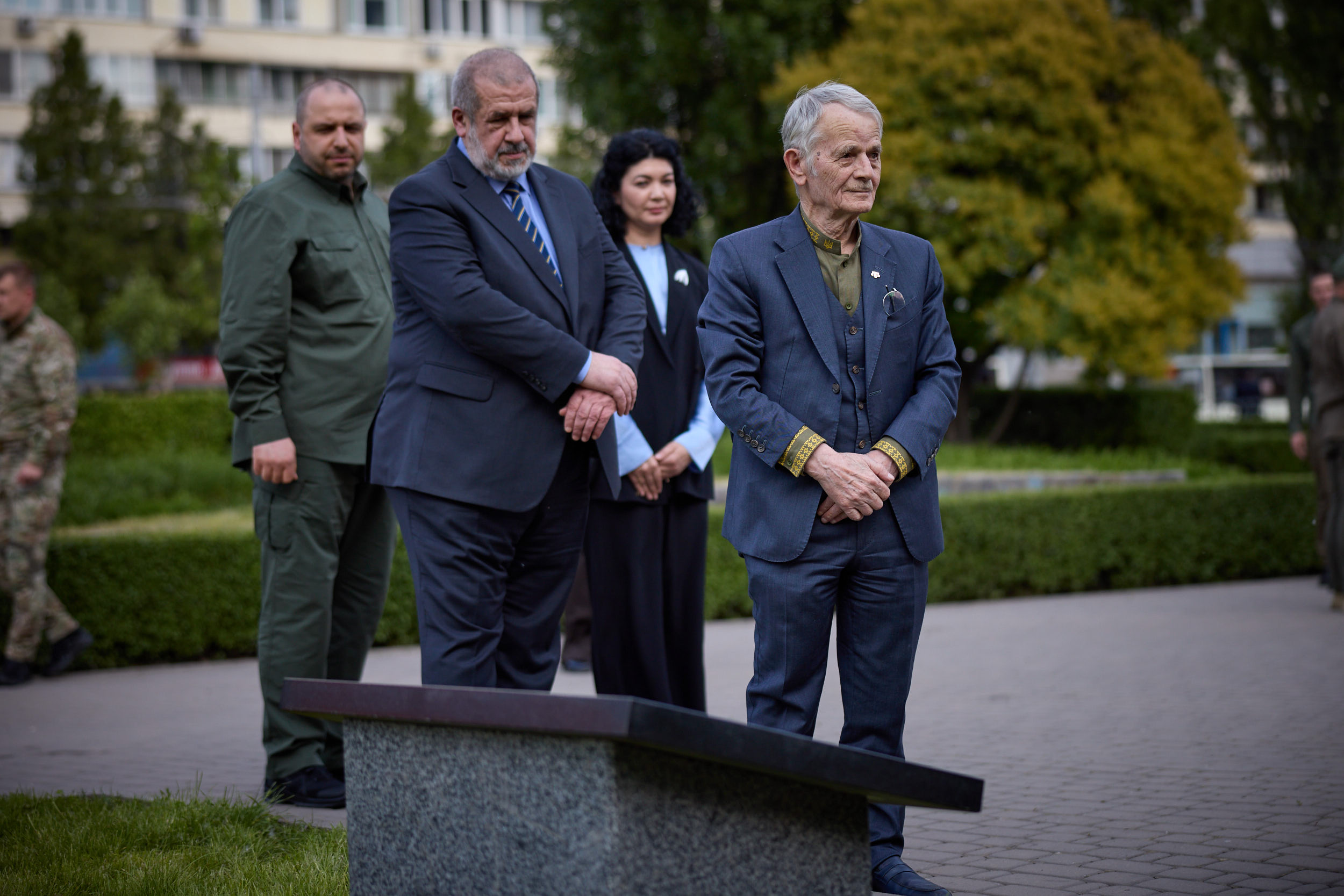
Refat, Moustafa Djemilev Roustem Oumierov et Tamila Tacheva dévoilant le mémorial à la déportation des Tatars de Crimée à Kyiv le 18 mai 2024.

Le 6 mars 2014, Refat Tchoubarov appelle les habitants de Crimée à boycotter le référendum prévu en Crimée, qui selon lui « n'était pas légal ». S'exprimant en direct à la télévision, Tchoubarov a déclaré que, conformément à la décision du Majlis des Tatars de Crimée, les Tatars de Crimée ne prendraient pas part et ne reconnaîtraient aucun référendum organisé dans des conditions d'occupation. Le 15 mars 2014, Tchoubarov a encore exprimé son point de vue sur le référendum de Crimée.
Refat Tchoubarov est également l'un des initiateurs d'un blocus civil de la Crimée en 2015, qui a mené par la suite au blocus de la Crimée par l'Ukraine.